# Burgersvergelijking
De Burgersvergelijking is een fundamentele partiële differentiaalvergelijking uit de vloeistofdynamica. De vergelijking treedt op in diverse gebieden van de toegepaste wiskunde, zoals de modellering van gasdynamica en verkeersstromen en beschrijft daarin een eendimensionale stroming. De vergelijking is genoemd naar de Nederlandse natuurkundige Johannes Martinus Burgers (1895-1981). 
De algemene vorm van de Burgersvergelijking is:
{\displaystyle {\frac {\partial u}{\partial t}}+u{\frac {\partial u}{\partial x}}=\mu {\frac {\partial ^{2}u}{\partial x^{2}}}}.
Hierin is {\displaystyle \mu >0} de viscositeitscoëfficiënt. Als {\displaystyle \mu =0}, gaat de Burgersvergelijking over in de volgende basisvorm:
{\displaystyle {\frac {\partial u}{\partial t}}+u{\frac {\partial u}{\partial x}}=0}.
Deze vergelijking is een prototype voor vergelijkingen waarvan de oplossing discontinuïteiten kan ontwikkelen in de tijd (schokgolven).

## Oplossing
De basisvorm van de Burgersvergelijking is een eerste-orde partiële differentiaalvergelijking. De oplossing kan geconstrueerd worden aan de hand van de methode van karakteristieken. Deze methode stelt dat als {\displaystyle X(t)} een oplossing is van de gewone differentiaalvergelijking
{\displaystyle {\frac {\mathrm {d} X(t)}{\mathrm {d} t}}=u(X(t),t)},
de functie {\displaystyle U(t)=u(X(t),t)} constant is als functie van {\displaystyle t}. Dus {\displaystyle (X(t),U(t))} is een oplossing van het stelsel gewone differentiaalvergelijkingen:
{\displaystyle {\frac {\mathrm {d} X}{\mathrm {d} t}}=U}
{\displaystyle {\frac {\mathrm {d} U}{\mathrm {d} t}}=0}
De oplossingen van dit stelsel worden in termen van de beginwaarden gegeven door de vergelijkingen:
{\displaystyle X(t)=X(0)+t\,U(0)}
{\displaystyle U(t)=U(0)}
Het substitueren van {\displaystyle X(0)=\eta } resulteert in {\displaystyle U(0)=u(X(0),0)=u(\eta ,0)}. Het systeem gaat over in
{\displaystyle X(t)=\eta +t\,u(\eta ,0)}
{\displaystyle U(t)=U(0)}
Conclusie:
{\displaystyle u(\eta ,0)=U(0)=U(t)=u(X(t),t)=u(\eta +t\,u(\eta ,0),t)}
Dit is een impliciete relatie die de oplossing van de basisvorm van de Burgersvergelijking vastlegt.